# Liščí potok (přítok Vilémovského potoka)
Liščí potok (německy Hainsbach) je vodní tok, který pramení na svahu bezejmenného kopce v nadmořské výšce 428 m. Protéká Liščím, Lipovou a Velkým Šenovem v Ústeckém kraji. Po 7,8 km se zprava vlévá do Vilémovského potoka.

## Průběh toku
Pramen Liščího potoka vyvěrá na východ v nadmořské výšce 428 m. Tok teče západním směrem k vesnici Liščí a severně od ní se stáčí na jih k Lipové, kde do něj ústí zleva Solandský potok. Rozlévá se tady do menších mokřadů a u zámku protéká zámeckým parkem. V Lipové má regulované koryto. Jižně od Lipové protéká rozsáhlým mokřadem. Potok ústí západně od Velkého Šenova zprava do Vilémovského potoka. Tok protéká Šluknovskou pahorkatinou a jeho geologické podloží tvoří lužický, dvojslídý a lipovsko-rožanský granodiorit spolu s doleritem.